# Anacithara robusta
Anacithara robusta é uma espécie de gastrópode do gênero Anacithara, pertencente a família Horaiclavidae.